# Rudder Reef
Rudder Reef är ett rev på Stora Barriärrevet i Australien.   Det ligger cirka 40 km nordost om Port Douglas i delstaten Queensland.